# Псалом 123
Псалом 123 (у масоретській нумерації — 124) — 123-й псалом Книги псалмів. Він належить до одного із 15 псалмів, які починаються словами «Висхідна пісня» (Shir Hama'a lot).  

## Структура
Дослідник Старого Завіту Германн Ґункель розділив цей псалом на такі частини:
1. Вірші 1–5: Частина 1: Заклик до ізраїльтян уявити відсутність Тетраграматона
  1. Вірші 1–2: Вступ
  2. Vers 3: Порівняння ворогів з величезними монстрами …
  3. Вірші 4–5: … з дикими водами
2. Вірші 6–7: Частина 2: Подяка за допомогу
  1. Вірш 6: Продовження притчі про диких тварин, які не мали успіху
  2. Вірш 7: Порівняння Ізраїля з птахами, які визволилися із сильця
3. Вірш 8: Закінчення: Визнання

## Текст
| Вірш | Гебрейська мова                                          | Давньогрецька мова (Септуаґінта)                                                                         | Латинська мова (Вульгата)                                                                               | Українська мова (Переклад Хоменка)                                                  |
| ---- | -------------------------------------------------------- | --- | --- | ----------------------------------------------------------------------------------- |
| 1    | שִׁיר הַמַּעֲלוֹת, לְדָוִד: לוּלֵי יְהוָה, שֶׁהָיָה לָנוּ-- יֹאמַר-נָא, יִשְׂרָאֵל   | ᾿Οιδὴ τῶν ἀναβαθμῶν. Εἰ μὴ ὅτι κύριος ἦν ἐν ἡμῖν, εἰπάτω δὴ Ισραηλ,                                      | Canticum graduum. [Nisi quia Dominus erat in nobis, dicat nunc Israël,                                  | Висхідна пісня. Давида. Якби Господь не був з нами, — нехай же Ізраїль скаже, —     |
| 2    | לוּלֵי יְהוָה, שֶׁהָיָה לָנוּ-- בְּקוּם עָלֵינוּ אָדָם                     | εἰ μὴ ὅτι κύριος ἦν ἐν ἡμῖν ἐν τῷ ἐπαναστῆναι ἀνθρώπους ἐφ᾽ ἡμᾶς,                                        | nisi quia Dominus erat in nobis: cum exsurgerent homines in nos,                                        | якби Господь не був з нами, коли на нас повстали були люди,                         |
| 3    | אֲזַי, חַיִּים בְּלָעוּנוּ-- בַּחֲרוֹת אַפָּם בָּנוּ                         | ἄρα ζῶντας ἂν κατέπιον ἡμᾶς ἐν τῷ ὀργισθῆναι τὸν θυμὸν αὐτῶν ἐφ᾽ ἡμᾶς·                                   | forte vivos deglutissent nos; cum irasceretur furor eorum in nos,                                       | живцем тоді були б нас проковтнули, коли на нас запалав їхній гнів.                 |
| 4    | אֲזַי, הַמַּיִם שְׁטָפוּנוּ-- נַחְלָה, עָבַר עַל-נַפְשֵׁנוּ                    | ἄρα τὸ ὕδωρ κατεπόντισεν ἡμᾶς, χείμαρρον διῆλθεν ἡ ψυχὴ ἡμῶν·                                            | forsitan aqua absorbuisset nos;                                                                         | Води були б тоді нас затопили, потік пронісся б понад нами,                         |
| 5    | אֲזַי, עָבַר עַל-נַפְשֵׁנוּ-- הַמַּיִם, הַזֵּידוֹנִים                       | ἄρα διῆλθεν ἡ ψυχὴ ἡμῶν τὸ ὕδωρ τὸ ἀνυπόστατον.                                                          | torrentem pertransivit anima nostra; forsitan pertransisset anima nostra aquam intolerabilem.           | бурхливі води б тоді пройшли над нашою душею.                                       |
| 6    | בָּרוּךְ יְהוָה-- שֶׁלֹּא נְתָנָנוּ טֶרֶף, לְשִׁנֵּיהֶם                        | εὐλογητὸς κύριος, ὃς οὐκ ἔδωκεν ἡμᾶς εἰς θήραν τοῖς ὀδοῦσιν αὐτῶν.                                       | Benedictus Dominus, qui non dedit nos in captionem dentibus eorum.                                      | Благословен Господь, що нас не видав на здобич їм у зуби.                           |
| 7    | נַפְשֵׁנוּ-- כְּצִפּוֹר נִמְלְטָה, מִפַּח יוֹקְשִׁים: הַפַּח נִשְׁבָּר, וַאֲנַחְנוּ נִמְלָטְנוּ | ἡ ψυχὴ ἡμῶν ὡς στρουθίον ἐρρύσθη ἐκ τῆς παγίδος τῶν θηρευόντων· ἡ παγὶς συνετρίβη, καὶ ἡμεῖς ἐρρύσθημεν. | Anima nostra sicut passer erepta est de laqueo venantium; laqueus contritus est, et nos liberati sumus. | Душа наша спаслась, як пташка з сильця птахоловів; сильце порвалось, і ми спаслися. |
| 8    | עֶזְרֵנוּ, בְּשֵׁם יְהוָה-- עֹשֵׂה, שָׁמַיִם וָאָרֶץ                         | ἡ βοήθεια ἡμῶν ἐν ὀνόματι κυρίου τοῦ ποιήσαντος τὸν οὐρανὸν καὶ τὴν γῆν.                                 | Adjutorium nostrum in nomine Domini, qui fecit cælum et terram.]                                        | Допомога наша в імені Господа, що створив небо й землю.                             |

## Літургійне використання

### Юдаїзм
- Псалом 122 читають після молитви «Мінха», між Сукотом і святом Shabbat Hagadol.

### Лютеранська церква
У 1524 році псалом був парафразований на німецьку мову протестантськими реформаторами Юстусом Йонасом та Мартіном Лютером. 

### Католицька церква
Згідно Статуту Бенедикта 530 AD, цей псалом традиційно виконувався на Богослужіннях з вівторка по суботу. На Літургії годин псалом 123 співають або читають на вечірніх понеділка третього тижня.

## Використання у музиці
У 1694 році Мішель-Рішар Делаланд написав мотет на основі цього псалому (S. 42) для Богослужінь для французького короля Людовика XIV, які відправлялися у королівській Каплиці Версаля.